# هاري وارنر
هاري وارنر  (بالإنجليزية: Harry Warner)‏ (12 ديسمبر 1881 – 27 يوليو 1958) مهاجر يهودي من بولندا وأحد مؤسسي شركة وارنر برذر الترفيهية والرئيس التنفيذي لها حتى عام 1956، يعتبر هاري وارنر من الرواد المساهمين في تطور صناعة السينما.

## نشأته
وُلد وارنر باسم هيرش مويزش «ونسال» أو ونسكولاسر، لعائلة يهودية بولندية من قرية كراسنوسيلك في كونغرس بولندا في الإمبراطورية الروسية (بولندا حاليًا). كان ابنًا لبنجامين ونسال، وهو صانع أحذية وُلد في كراسنوسيلك، ولبيرل ليا إيخلباوم. كان اسمه مويزش (موسى)، ولكن، كان يُدعى هيرش في الولايات المتحدة. في أكتوبر 1889، جاء إلى بالتيمور في ماريلاند مع والدته وإخوته على متن السفينة البخارية هيرمان من مدينة بريمن في ألمانيا. سبقهم والدهم، الذي هاجر إلى بالتيمور في عام 1888 من أجل متابعة تجارته في الأحذية وإصلاح الأحذية. في ذلك الوقت، غير اسم العائلة إلى وارنر، الذي استُخدم بعد ذلك. كما هو الحال في العديد من الأسر اليهودية المهاجرة، اكتسب بعض الأطفال تدريجيًا نسخًا إنجليزية من أسمائهم التي تبدو يديشية. أصبح هيرش هاري، ومن المرجح أن يكون اسمه الأوسط موريس نسخة لمويزش.
في بالتيمور، لم تكن الأموال التي حصل عليها بنجامين وارنر في مجال إصلاح الأحذية كافية لتوفير احتياجات أفراد أسرته المتنامية. أنجب هو وبيرل ابنة أخرى، فاني، بعد وقت قصير من وصولهما. نقل بنجامين العائلة إلى كندا، مستلهمًا من نصيحة صديق بأنه يمكنه أن يعيش حياة ممتازة بمقايضة أواني القصدير مع الصيادين مقابل الفراء. وُلد الابنان جاكوب وديفيد وارنر في مدينة لندن بمقاطعة أونتاريو. بعد عامين شاقين في كندا، عادت عائلة وارنر إلى بالتيمور. هناك، أضيف إلى الأسرة طفلان آخران هما سادي وميلتون. في عام 1896، انتقلت العائلة إلى يونغستاون في أوهايو، تبعًا لخطى هاري، الذي أنشأ متجر إصلاح أحذية في قلب المدينة الصناعية الناشئة. عمل بنجامين مع هاري في متجر إصلاح الأحذية حتى حصل على قرض لفتح منضدة لحوم ومتجر بقالة في منطقة وسط المدينة.
في عام 1899، فتح هاري محل للدراجات في يونغستاون في أوهايو مع شقيقه أبراهام.
في النهاية، فتح هاري وآبي أيضًا صالة بولينغ معًا. فشلت صالة البولينغ وأغلِقت بعد فتحها بفترة وجيزة. في نهاية المطاف، قبل هاري عرضًا ليصبح بائعًا لامتياز تجاري للحوم محلية، وباع اللحوم في ولايتي أوهايو وبنسلفانيا. لكن بحلول عيد ميلاده التاسع عشر، اضطر هاري إلى الذهاب إلى منزل والديه المكتظ.

## مساره المهني في الأفلام
في عام 1903، بدأ إخوة هاري، آبي وسام، في عرض فيلم سرقة القطار الكبرى في الكرنفالات في مختلف أنحاء أوهايو وبنسلفانيا. في عام 1905، باع هاري متجر الدراجات خاصته وانضم إلى إخوته في أعمالهم السينمائية الناشئة آنذاك. بفضل المال الذي حصل عليه هاري من بيع متجر الدراجات، تمكن الإخوة الثلاث من شراء مبنى في نيوكاسل في بنسلفانيا. استخدموا هذا المبنى لإقامة مسرحهم الأول، ذا كاسكيد. نجح مسرح ذا كاسكيد جدًا إلى الحد الذي تمكن الإخوة من شراء مسرح ثان في نيوكاسل. جُهز هذا المسرح المؤقت، المسمى بيجو، بكراسي مستعارة من حانوتٍ محلي.
في عام 1907، وسع إخوة وارنر نطاق العمل أكثر، واشتروا 15 مسرحًا في بنسلفانيا. شكل كل من هاري وسام وألبرت بعد ذلك شركة جديدة لتبادل الأفلام، وهي شركة دوكوسن لإمدادات الملاهي، واستأجروا مكتبًا في مبنى بيكويل في وسط مدينة بيتسبيرغ. أرسل هاري سام إلى نيويورك لشراء وشحن الأفلام لصالح شركة بيتسبيرغ لتبادل الأفلام، في حين ظل هو وألبرت في بيتسبيرغ لإدارة العمل. في عام 1909، باع الإخوان مسرح كاسكيد وأقاموا شركة ثانية لتبادل الأفلام في نورفولك في ولاية فرجينيا. وافق هاري على السماح للأخ الأصغر جاك أن يكون جزءًا من الشركة، وأرسله إلى نورفولك ليكون مساعدًا لسام. هددت مشكلة خطيرة شركة فيلم وارنر بظهور شركة توماس أديسون لبراءات الصور المتحركة (المعروفة أيضًا باسم أديسون ترست) التي فرضت على الموزعين رسومًا باهظة. في عام 1910، باع الإخوة وارنرز الأعمال العائلية لشركة الأفلام العامة مقابل «10,000 دولار نقدًا، و12,000 دولار في صورة أسهم ممتازة، ومدفوعات على مدى فترة أربع سنوات بما يعادل مجموعه 52,000 دولار».
بعد أن باعوا أعمالهم، ضم هاري وإخوته الثلاثة جهودهم مع شركة الصور المتحركة المستقلة التابعة لصانع الأفلام كارل لايملي، وبدؤوا توزيع الأفلام من قسم تبادل الأفلام في بيتسبيرغ. في عام 1912، حقق الإخوة أرباحًا بلغت 1500 دولار من خلال فيلم دانتي إينفيرنو. في أعقاب هذا النجاح، انفصل هاري والإخوة عن لايملي وأقاموا شركتهم الخاصة لإنتاج الأفلام. أطلقوا على شركتهم الجديدة اسم وارنر فيتشرز. بمجرد تأسيس وارنر فيتشرز، امتلك هاري مكتبًا في نيويورك مع شقيقه ألبرت، وأرسل سام وجاك لإدارة قسمي تبادل الأفلام التابعة للشركة الجديدة في سان فرانسيسكو ولوس أنجلوس. في عام 1917، ربح هاري المزيد من رأس المال للاستوديو عندما تمكن من التفاوض على صفقة مع السفير جيمس دبليو. جيرارد لصنع فيلم من كتاب جيرارد؛ سنواتي الأربعة في ألمانيا.
في عام 1918، بعد نجاح سنواتي الأربعة في ألمانيا، تمكن الإخوة من إنشاء استوديو بالقرب من هوليوود في كاليفورنيا. في استوديو هوليوود الجديد، أصبح سام رئيسًا مشاركًا في الإنتاج إلى جانب شقيقه الأصغر جاك. كانوا على اقتناع بأنهم سوف يضطرون إلى صناعة الأفلام بأنفسهم إذا ما أرادوا توليد ربح. بين العامين 1919 و1920، لم يحقق الاستوديو أي ربح. في أثناء هذه الفترة، قام المصرفي موتلي فلينت، الذي لم يكن معاديًا للسامية على نقيض أغلب المصرفيين في ذلك الوقت، بمساعدة الإخوة في سداد ديونهم. قرر الإخوة الأربعة بعدها نقل الاستوديو الخاص بهم من كولفر سيتي في ولاية كاليفورنيا إلى قسم سانست بوليفارد في هوليوود.
خلال هذا الوقت، قرر وارنر التركيز على صناعة الأعمال الدرامية فقط في الاستوديو. عاد الاستوديو إلى سابق نشاطه في عام 1921 بفضل نجاح فيلم الاستوديو؛ لماذا تغادر الفتيات المنزل، وأصبح مخرج الفيلم هاري راف المنتج الرئيسي الجديد للاستديو. في 4 أبريل 1923، بعد نجاح فيلم الاستوديو؛ حفارات الذهب، أقيمت شركة وارنر برذرز بمساعدة من قرض مقدم إلى هاري من قبل مونتلي فلينت. أصبح هاري رئيسًا للشركة، وأصبح ألبرت أمين الخزانة وكل من جاك وسام رئيسين مشاركين في الإنتاج. انتقل هاري وعائلته إلى هوليوود.

## روابط خارجية
- هاري وارنر على موقع IMDb (الإنجليزية)
- هاري وارنر على موقع الموسوعة البريطانية (الإنجليزية)
- هاري وارنر على موقع قاعدة بيانات الفيلم (الإنجليزية)